# Liste der Kulturdenkmale in Mücheln (Geiseltal)
In der Liste der Kulturdenkmale in Mücheln (Geiseltal) sind alle Kulturdenkmale der Gemeinde Mücheln (Geiseltal) und ihrer Ortsteile aufgelistet. Grundlage ist das Denkmalverzeichnis des Landes Sachsen-Anhalt, das auf Basis des Denkmalschutzgesetzes des Landes Sachsen-Anhalt vom 21. Oktober 1991 durch das Landesamt für Denkmalpflege und Archäologie Sachsen-Anhalt erstellt und seither laufend ergänzt wurde (Stand: 31. Dezember 2022).
Diese Liste ist eine Teilliste der Liste der Kulturdenkmale im Saalekreis.

## Kulturdenkmale nach Ortsteilen

### Mücheln (Geiseltal)
| Lage | Bezeichnung             | Beschreibung | Erfassungs- nummer | Ausweisungsart | Bild           |
| --- | ----------------------- | --- | ------------------ | -------------- | -------------- |
| Am Echo 2 (Karte) | Villa                   | | 094 20884          | Baudenkmal     | BW             |
| An der Stadtmauer Auf dem Gerade 1–10 Brauhausstraße Ernst-Thälmann-Straße, nordwestliche Straßenseite Hausstraße Karl-Liebknecht-Platz Kirchberg 1–14 Markt 1–20 Oberstraße 1–8 Oelberg Oeltor Pfarrgasse 1-3 R.-Breitscheid-Straße, nördliche Straßenseite 13-17 Scheunengasse Topfmarkt 1–28 Unter dem Gerade 1–9 Wassergasse (Karte) | Altstadt                | | 094 20333          | Denkmalbereich | Altstadt       |
| Brauhausstraße 4 (Karte) | Wohnhaus                | | 094 20337          | Baudenkmal     | BW             |
| Ernst-Thälmann-Straße Einmündung der Ernst-Thälmann-Straße in die Bahnhofstraße (Karte) | Brücke                  | Viadukt Mücheln | 094 20346          | Baudenkmal     | Weitere Bilder |
| Ernst-Thälmann-Straße 20 (Karte) | Schmiede                | | 094 20354          | Baudenkmal     | BW             |
| Gröster Straße (Karte) | Friedhof                | 1913 angelegte schlichte parkartige Anlage, teilweise Alleebepflanzung, Friedhofskapelle im Stil des Expressionismus von 1928                                         | 094 20353          | Baudenkmal     | Weitere Bilder |
| Karl-Liebknecht-Platz 1 (Karte) | Wohnhaus                | | 094 20357          | Baudenkmal     | BW             |
| Karl-Liebknecht-Platz 1, 2, 3 (Karte) | Häusergruppe            | | 094 20356          | Denkmalbereich | BW             |
| Kirchberg 11 (Karte) | Wohn- und Geschäftshaus | | 094 20885          | Baudenkmal     | BW             |
| Kirchgasse (Karte) | Kirche                  | St. Jakobi Mücheln | 094 20347          | Baudenkmal     | Weitere Bilder |
| Markt 1 (Karte) | Rathaus                 | Rathaus Mücheln | 094 20310          | Baudenkmal     | Weitere Bilder |
| Markt 2 (Karte) | Wohnhaus                | | 094 20311          | Baudenkmal     | BW             |
| Markt 3 (Karte) | Kaufmannshof            | Vollständig erhaltenes Beispiel eines Kaufmannshofes in Mücheln, Wohnhaus vermutlich aus dem 16. Jh., Toranlage an der Braustraße                                     | 094 20312          | Baudenkmal     | Kaufmannshof   |
| Markt 4 (Karte) | Wohnhaus                | Um 1750 erbautes kleines Bürgerhaus, barocke Fassadengestaltung, seitliches Portal mit reich gestaltetem Gewände                                                      | 094 20352          | Baudenkmal     | Wohnhaus       |
| Markt 5 (Karte) | Wohnhaus                | Barockes Bürgerhaus mit Überformungen, Inschrifttafel mit Bericht über Brandkatastrophe vom 23. März 1718                                                             | 094 20313          | Baudenkmal     | Wohnhaus       |
| Markt 6 (Karte) | Wohn- und Geschäftshaus | | 094 20314          | Baudenkmal     | BW             |
| Markt 15 (Karte) | Kaufmannshaus           | | 094 20315          | Baudenkmal     | BW             |
| Markt 16 (Karte) | Kaufmannshof            | Stattliche Hofanlage mit Teilen aus dem 16. Jh., ehemals Wohnsitz des Stadtschreibers Johann Georg Meister                                                            | 094 20886          | Baudenkmal     | Kaufmannshof   |
| Markt 17 (Karte) | Wohnhaus                | Barockbau des frühen 18. Jahrhunderts mit reicher Profilierung der Fenstergewände und repräsentativem Portal, darüber Inschriftstein                                  | 094 20887          | Baudenkmal     | Wohnhaus       |
| Markt 19 (Karte) | Kaufmannshaus           | Im Kern eines der bedeutendsten Patrizierhäuser aus der Zeit der Frührenaissance, barock überformt                                                                    | 094 20888          | Baudenkmal     | Kaufmannshaus  |
| Merseburger Straße 96 (Karte) | Wohn- und Geschäftshaus | | 094 20344          | Baudenkmal     | BW             |
| Mühlstraße (Karte) | Mühle                   | Hohmannsmühle | 094 20341          | Baudenkmal     | Mühle          |
| Mühlstraße 22 (Karte) | Ackerbürgerhof          | | 094 20340          | Baudenkmal     | BW             |
| Mühlstraße 23 (Karte) | Wohnhaus                | | 094 20339          | Baudenkmal     | BW             |
| Oberstraße 6 (Karte) | Wohn- und Geschäftshaus | | 094 20897          | Baudenkmal     | BW             |
| Oberstraße 8 (Karte) | Wohnhaus                | | 094 20898          | Baudenkmal     | BW             |
| Oelberg (Karte) | Kriegerdenkmal          | Einfach gestaltetes Denkmal für die Preußenkriege 1866 und 1870/71 in sparsamer klassizistischer Formensprache                                                        | 094 20891          | Baudenkmal     | Kriegerdenkmal |
| Oelberg 6 (Karte) | Ackerbürgerhaus         | | 094 20889          | Baudenkmal     | BW             |
| Oelberg 10 (Karte) | Ackerbürgerhof          | | 094 20890          | Baudenkmal     | BW             |
| Pfarrgasse zwischen Karl-Liebknecht-Straße und Pfarrgasse gelegen (Karte) | Park                    | Stadtpark Mücheln, aufgelassener und zum Stadtpark umgestalteter Friedhof                                                                                             | 094 20350          | Baudenkmal     | Park           |
| Pfarrgasse 2 (Karte) | Diakonat                | Alte Pfarre der Jakobigemeinde, mit Pfarrkirche und dem neuen Pfarrhof ein reizvolles Ensemble bildend, Sitznischenportal aus der Mitte des 16. Jh., barock überformt | 094 20349          | Baudenkmal     | Diakonat       |
| Pfarrgasse 3 (Karte) | Pfarrhaus               | Großzügiger Neubau von 1673, verputzter Bruchsteinbau | 094 20348          | Baudenkmal     | Pfarrhaus      |
| Rudolf-Breitscheid-Straße 17 (Karte) | Villa                   | | 094 20892          | Baudenkmal     | BW             |
| Thomas-Müntzer-Straße 7 (Karte) | Bauernhof               | | 094 20358          | Baudenkmal     | BW             |
| Topfmarkt 10 (Karte) | Hauszeichen             | Kleine barocke Haustafel über dem Eingang mit Agnus-Dei-Darstellung, Inschrift, Datierung 1773 und Namensnennung George Temme                                         | 094 20893          | Baudenkmal     | Hauszeichen    |
| Unter dem Gerade 1 (Karte) | Ackerbürgerhof          | | 094 20894          | Baudenkmal     | BW             |
| Unter dem Gerade 5 (Karte) | Wohn- und Geschäftshaus | | 094 20895          | Baudenkmal     | BW             |

### Almsdorf
| Lage                                                           | Bezeichnung | Beschreibung | Erfassungs- nummer | Ausweisungsart | Bild           |
| -------------------------------------------------------------- | ----------- | ------------ | ------------------ | -------------- | -------------- |
| (Karte)                                                        | Kirche      |              | 094 20436          | Baudenkmal     | Weitere Bilder |
| Leihaer Straße Am Straßenrand vor Leihaer Straße Nr. 7 (Karte) | Sühnekreuz  |              | 094 20439          | Baudenkmal     | Sühnekreuz     |
| Leihaer Straße 5 (Karte)                                       | Bauernhof   |              | 094 20437          | Baudenkmal     | BW             |
| Leihaer Straße 8 (Karte)                                       | Bauernhof   |              | 094 20745          | Baudenkmal     | BW             |
| Leihaer Straße 9 (Karte)                                       | Backhaus    |              | 094 20438          | Baudenkmal     | BW             |
| Leihaer Straße 11 (Karte)                                      | Toranlage   |              | 094 20440          | Baudenkmal     | BW             |

### Branderoda
| Lage                  | Bezeichnung | Beschreibung         | Erfassungs- nummer | Ausweisungsart | Bild           |
| --------------------- | ----------- | -------------------- | ------------------ | -------------- | -------------- |
| Dorfstraße (Karte)    | Kirche      |                      | 094 20712          | Baudenkmal     | Weitere Bilder |
| Dorfstraße 13 (Karte) | Brunnen     |                      | 094 20709          | Baudenkmal     | BW             |
| Dorfstraße 46 (Karte) | Pfarrhof    |                      | 094 20710          | Baudenkmal     | BW             |
| Dorfstraße 49 (Karte) | Rittergut   | Rittergut Branderoda | 094 20711          | Baudenkmal     | Rittergut      |

### Gröst
| Lage | Bezeichnung | Beschreibung    | Erfassungs- nummer | Ausweisungsart | Bild           |
| --- | ----------- | --------------- | ------------------ | -------------- | -------------- |
| Friedhofsweg (Karte) | Friedhof    |                 | 094 20433          | Baudenkmal     | Friedhof       |
| Friedhofsweg südlicher Ortsrand (Karte) | Keller      |                 | 094 20430          | Baudenkmal     | BW             |
| Friedhofsweg Gartenstraße 1–4 Grüner Winkel 1–7 Hauptstraße 1–9, 21–23, 25 Im Winkel 1–6 Justelgasse Kirchweg 1, 1b Krumpaer Weg 1–4 Mittelstraße 1–9 Neue Straße 1, 2–15, 17, 18, 18a, 21, 23 Neue Dorfstraße 1–7, 25, 27–29 Schulstraße 1–6, 8, 9 Straße der MTS 12, 12a, 13, 14, 15 (Karte) | Ortskern    |                 | 094 20427          | Denkmalbereich | Ortskern       |
| Grüner Winkel 4 (Karte) | Taubenhaus  |                 | 094 20429          | Baudenkmal     | BW             |
| Hauptstraße 7 (Karte) | Bauernhof   |                 | 094 20425          | Baudenkmal     | BW             |
| Hauptstraße 16 (Karte) | Stall       |                 | 094 20428          | Baudenkmal     | BW             |
| Hauptstraße 20 (Karte) | Bauernhof   |                 | 094 20431          | Baudenkmal     | BW             |
| Krumpaer Weg (Karte) | Brücke      |                 | 094 20423          | Baudenkmal     | BW             |
| Krumpaer Weg | Weinberg    |                 | 094 20744          | Baudenkmal     |                |
| Mittelstraße 8 (Karte) | Scheune     |                 | 094 20424          | Baudenkmal     | BW             |
| Schulstraße (Karte) | Keller      |                 | 094 20435          | Baudenkmal     | BW             |
| Schulstraße (Karte) | Kirche      | St. Kilian      | 094 20434          | Baudenkmal     | Weitere Bilder |
| Schulstraße (Karte) | Mühle       |                 | 094 20421          | Baudenkmal     | Mühle          |
| Schulstraße Ortsausgang (Karte) | Teich       | Hirtenteich     | 094 20420          | Baudenkmal     | BW             |
| Schulstraße 2 (Karte) | Pfarrhof    |                 | 094 20418          | Baudenkmal     | Pfarrhof       |
| Schulstraße 6 (Karte) | Bauernhof   |                 | 094 20419          | Baudenkmal     | BW             |
| Straße der MTS 15 (Karte) | Gutshof     | Rittergut Gröst | 094 20422          | Baudenkmal     | Gutshof        |

### Langeneichstädt
| Lage                                                          | Bezeichnung                                             | Beschreibung                                                   | Erfassungs- nummer | Ausweisungsart | Bild                                                                                            |
| ------------------------------------------------------------- | ------------------------------------------------------- | -------------------------------------------------------------- | ------------------ | -------------- | ----------------------------------------------------------------------------------------------- |
| Ca. 1 km nördlich des ehemaligen Dorfes Obereichstädt (Karte) | Warte                                                   | Eichstädter Warte                                              | 094 05939          | Baudenkmal     | Weitere Bilder                                                                                  |
| Am Bahnhof Niedereichstädt (Karte)                            | Kirche                                                  | Sankt Bruno von Querfurt                                       | 094 06071          | Baudenkmal     | Weitere Bilder                                                                                  |
| Barnstädter Weg (Karte)                                       | Mühle                                                   |                                                                | 094 06073          | Baudenkmal     | Weitere Bilder                                                                                  |
| Brauhausgasse 20 (Karte)                                      | Bauernhof                                               |                                                                | 094 65648          | Baudenkmal     | BW                                                                                              |
| Friedensstraße Obereichstädt (Karte)                          | Sankt-Nikolai-Kirche                                    | Kirche                                                         | 094 05938          | Baudenkmal     | Weitere Bilder                                                                                  |
| Friedensstraße Gegenüber von Nr. 20 (Karte)                   | Kriegerdenkmal Niedereichstädt für den Ersten Weltkrieg | Erster Weltkrieg                                               | 094 16931          | Baudenkmal     | Weitere Bilder                                                                                  |
| Friedensstraße Gegenüber von Nr. 18 (Karte)                   | Kriegerdenkmal Niedereichstädt für die Einigungskriege  | Deutsche Einigungskriege                                       | 094 16932          | Baudenkmal     | Weitere Bilder                                                                                  |
| Friedensstraße 19 (Karte)                                     | Schule                                                  | Schule 2020 als Denkmal eingetragen                            | 094 77148          | Baudenkmal     | BW                                                                                              |
| Kirchberg Niedereichstädt (Karte)                             | Kirche                                                  | Sankt Wenzel                                                   | 094 05789          | Baudenkmal     | Weitere Bilder                                                                                  |
| Lindenplan Ehemals Obereichstädt (Karte)                      | Platz                                                   |                                                                | 094 65647          | Baudenkmal     | [[Vorlage:Bilderwunsch/code!/C:51.343562,11.739743!/D:Lindenplan Ehemals Obereichstädt,!/\|BW]] |
| Lindenplan Ehemals Obereichstädt (Karte)                      | Kriegerdenkmal                                          | Kriegerdenkmal Erster Weltkrieg, 2019 als Denkmal ausgewiesen. | 094 77144          | Baudenkmal     | Weitere Bilder                                                                                  |
| Pfarrgasse 3 (Karte)                                          | Pfarrhof                                                |                                                                | 094 84948          | Baudenkmal     | BW                                                                                              |
| Pfarrgasse 14 (Karte)                                         | Inschrifttafel                                          |                                                                | 094 65649          | Baudenkmal     | BW                                                                                              |
| Sixtusburg 2 (Karte)                                          | Bauernhof                                               |                                                                | 094 65650          | Baudenkmal     | BW                                                                                              |

### Neubiendorf
| Lage                            | Bezeichnung  | Beschreibung                                                          | Erfassungs- nummer | Ausweisungsart | Bild   |
| ------------------------------- | ------------ | --------------------------------------------------------------------- | ------------------ | -------------- | ------ |
| Krumpaer Landstraße (Karte)     | Gemeindehaus |                                                                       | 094 20823          | Baudenkmal     | BW     |
| Martha-Brautzsch-Straße (Karte) | Kirche       | Geiseltalsee-Kirche (1928 als katholische Herz-Jesu-Kirche errichtet) | 094 20359          | Baudenkmal     | Kirche |

### Niederwünsch
| Lage                                                                              | Bezeichnung    | Beschreibung     | Erfassungs- nummer | Ausweisungsart | Bild                                                                                        |
| --------------------------------------------------------------------------------- | -------------- | ---------------- | ------------------ | -------------- | ------------------------------------------------------------------------------------------- |
| Klobikauer Weg 20 Straßenkreuzung (Karte)                                         | Scheune        |                  | 094 20076          | Baudenkmal     | BW                                                                                          |
| Merseburger Straße (Karte)                                                        | Gerichtsstätte | Stabgericht      | 094 20078          | Baudenkmal     | BW                                                                                          |
| Merseburger Straße (Karte)                                                        | Kirche         |                  | 094 20084          | Baudenkmal     | Weitere Bilder                                                                              |
| Merseburger Straße Vor dem Haus Nr. 39, an einer platzartigen Erweiterung (Karte) | Kriegerdenkmal |                  | 094 20080          | Baudenkmal     | Kriegerdenkmal                                                                              |
| Merseburger Straße 1 (Karte)                                                      | Toranlage      |                  | 094 20075          | Baudenkmal     | BW                                                                                          |
| Merseburger Straße 4 (Karte)                                                      | Scheune        |                  | 094 20085          | Baudenkmal     | BW                                                                                          |
| Merseburger Straße 31 (Karte)                                                     | Scheune        |                  | 094 20079          | Baudenkmal     | BW                                                                                          |
| Merseburger Straße 35 (Karte)                                                     | Scheune        |                  | 094 20083          | Baudenkmal     | BW                                                                                          |
| Merseburger Straße 40 (Karte)                                                     | Scheune        |                  | 094 20082          | Baudenkmal     | BW                                                                                          |
| Merseburger Straße 43 (Karte)                                                     | Bauernhof      |                  | 094 20081          | Baudenkmal     | BW                                                                                          |
| Merseburger Straße 58, 60a (Karte)                                                | Keller         |                  | 094 20701          | Baudenkmal     | BW                                                                                          |
| Schafstädter Straße Ortsrand (Karte)                                              | Friedhof       | Gemeindefriedhof | 094 20077          | Baudenkmal     | [[Vorlage:Bilderwunsch/code!/C:51.352346,11.798821!/D:Schafstädter Straße Ortsrand,!/\|BW]] |

### Oberwünsch
| Lage                                                                   | Bezeichnung | Beschreibung | Erfassungs- nummer | Ausweisungsart | Bild |
| ---------------------------------------------------------------------- | ----------- | ------------ | ------------------ | -------------- | --- |
| Am Dreieck 2 (Karte)                                                   | Bauernhof   |              | 094 20086          | Baudenkmal     | BW |
| Am Winkel Westliche Brücke der Doppelbrücke am Rittergutsteich (Karte) | Brücke      |              | 094 20074          | Baudenkmal     | [[Vorlage:Bilderwunsch/code!/C:51.350097,11.77895!/D:Am Winkel Westliche Brücke der Doppelbrücke am Rittergutsteich,!/\|BW]] |
| Am Winkel 1 (Karte)                                                    | Pfarrhof    |              | 094 20067          | Baudenkmal     | BW |
| Hauptstraße (Karte)                                                    | Kirche      |              | 094 20073          | Baudenkmal     | Weitere Bilder |
| Hauptstraße 4 (Karte)                                                  | Toranlage   |              | 094 20068          | Baudenkmal     | BW |
| Hauptstraße 6 (Karte)                                                  | Toranlage   |              | 094 20069          | Baudenkmal     | BW |
| Hauptstraße 7 (Karte)                                                  | Toranlage   |              | 094 20070          | Baudenkmal     | BW |
| Hauptstraße 26 (Karte)                                                 | Bauernhof   |              | 094 20071          | Baudenkmal     | BW |
| Schafstädter Weg 15 (Karte)                                            | Mühle       |              | 094 20072          | Baudenkmal     | BW |

### Oechlitz
| Lage                                                                                     | Bezeichnung    | Beschreibung | Erfassungs- nummer | Ausweisungsart | Bild           |
| ---------------------------------------------------------------------------------------- | -------------- | --- | ------------------ | -------------- | -------------- |
| Lindenstraße/Ecke Siedlung (Karte)                                                       | Kriegerdenkmal | Denkmale für die Gefallenen des preußisch-deutschen Krieges 1866, des deutsch-französischen Krieges 1870–71 und des Ersten Weltkrieges | 094 05963          | Baudenkmal     | Kriegerdenkmal |
| Eichstädter Straße Ecklage an einer Straßenbiegung der Hauptstraße (Karte)               | Gasthof        | Zur Sonne | 094 65493          | Baudenkmal     | Gasthof        |
| Kirchplatz (Karte)                                                                       | Kirche         | St. Gotthardt | 094 06078          | Baudenkmal     | Weitere Bilder |
| Kirchplatz 2 (Karte)                                                                     | Schule         | | 094 65494          | Baudenkmal     | BW             |
| Kreuzberg Straße Oechlitz–Mücheln, noch in Ortslage, Südseite der Straße am Hang (Karte) | Sühnekreuz     | | 094 65495          | Baudenkmal     | Sühnekreuz     |
| Schnellrodaer Weg 4 (Karte)                                                              | Gutshof        | | 094 06079          | Baudenkmal     | BW             |
| Winkel 6 (Karte)                                                                         | Wohnhaus       | | 094 65496          | Baudenkmal     | BW             |

### Sankt Micheln
| Lage                                                | Bezeichnung  | Beschreibung                                     | Erfassungs- nummer | Ausweisungsart | Bild           |
| --------------------------------------------------- | ------------ | ------------------------------------------------ | ------------------ | -------------- | -------------- |
| An der Quelle (Karte)                               | Quellfassung |                                                  | 094 20321          | Baudenkmal     | Weitere Bilder |
| Apostelstraße (Karte)                               | Gedenkstätte | Kriegerdenkmal 1870/71, Kriegerdenkmal 1914–1918 | 094 20322          | Baudenkmal     | Weitere Bilder |
| Apostelstraße (Karte)                               | Quellfassung | Apostelquelle                                    | 094 20323          | Baudenkmal     | BW             |
| Apostelstraße (Karte)                               | Schule       | Talschule                                        | 094 20324          | Baudenkmal     | BW             |
| Apostelstraße 20 (Karte)                            | Toranlage    |                                                  | 094 20320          | Baudenkmal     | BW             |
| Apostelstraße 32 (Karte)                            | Toranlage    |                                                  | 094 20319          | Baudenkmal     | BW             |
| Kirchweg Auf der Anhöhe am Ortsrand stehend (Karte) | Kirche       | St. Michael                                      | 094 20316          | Baudenkmal     | Weitere Bilder |
| Kleine Gasse (Karte)                                | Bauernhof    |                                                  | 094 20318          | Baudenkmal     | BW             |
| Reitergasse 11 (Karte)                              | Mühlenhof    | Spring-Mühle, Elbert-Mühle,                      | 094 20317          | Baudenkmal     | BW             |

### Sankt Ulrich
| Lage                                                               | Bezeichnung   | Beschreibung                        | Erfassungs- nummer | Ausweisungsart | Bild |
| ------------------------------------------------------------------ | ------------- | ----------------------------------- | ------------------ | -------------- | --- |
| Apostelstraße Gegenüber Wasserwerk (Karte)                         | Mühlenhof     | Floreis-Mühle, Apel-Mühle           | 094 20355          | Baudenkmal     | Mühlenhof |
| Große Brunnenstraße 13 (Karte)                                     | Bauernhaus    |                                     | 094 20351          | Baudenkmal     | BW |
| Lutherplatz Einmündung der Schloßstraße in den Lutherplatz (Karte) | Friedhof      |                                     | 094 20329          | Baudenkmal     | [[Vorlage:Bilderwunsch/code!/C:51.30018,11.794945!/D:Lutherplatz Einmündung der Schloßstraße in den Lutherplatz,!/\|BW]] |
| Lutherplatz (Karte)                                                | Kirche        | Sankt Ulrich                        | 094 20327          | Baudenkmal     | Weitere Bilder |
| Lutherplatz 2 (Karte)                                              | Vorwerk       | Schiedshof                          | 094 20332          | Baudenkmal     | BW |
| Lutherplatz 4 (Karte)                                              | Mühlenhof     | Kirchmühle, Löwe-Mühle, Weibermühle | 094 20331          | Baudenkmal     | BW |
| Lutherplatz 5 (Karte)                                              | Pfarrhof      |                                     | 094 20328          | Baudenkmal     | Pfarrhof |
| Schloßstraße (Karte)                                               | Park          | Schloßpark                          | 094 20326          | Baudenkmal     | Weitere Bilder |
| Schloßstraße 1 (Karte)                                             | Schloss       |                                     | 094 20325          | Baudenkmal     | Weitere Bilder |
| Schloßstraße 2 (Karte)                                             | Verwalterhaus | Specks-Haus                         | 094 20335          | Baudenkmal     | Verwalterhaus |
| Schloßstraße 3 (Karte)                                             | Schäferei     |                                     | 094 20334          | Baudenkmal     | BW |
| Schloßstraße 1, 2, 3 (Karte)                                       | Ortskern      |                                     | 094 20336          | Denkmalbereich | BW |

### Schmirma
| Lage                                      | Bezeichnung | Beschreibung | Erfassungs- nummer | Ausweisungsart | Bild                                                                                             |
| ----------------------------------------- | ----------- | ------------ | ------------------ | -------------- | ------------------------------------------------------------------------------------------------ |
| Dorfstraße Zwischen Nr. 17 und 18 (Karte) | Keller      |              | 094 65720          | Baudenkmal     | [[Vorlage:Bilderwunsch/code!/C:51.314382,11.774445!/D:Dorfstraße Zwischen Nr. 17 und 18,!/\|BW]] |
| Dorfstraße (Karte)                        | Kirche      |              | 094 05795          | Baudenkmal     | Weitere Bilder                                                                                   |
| Dorfstraße 11 (Karte)                     | Bauernhof   |              | 094 65721          | Baudenkmal     | BW                                                                                               |
| Dorfstraße 36 bis 46 (Karte)              | Ortskern    |              | 094 65722          | Denkmalbereich | Ortskern                                                                                         |
| Dorfstraße 40 (Karte)                     | Toranlage   |              | 094 65723          | Baudenkmal     | BW                                                                                               |
| Dorfstraße 42 (Karte)                     | Einfriedung |              | 094 65724          | Baudenkmal     | BW                                                                                               |

### Stöbnitz
| Lage                                                     | Bezeichnung | Beschreibung | Erfassungs- nummer | Ausweisungsart | Bild |
| -------------------------------------------------------- | ----------- | ------------ | ------------------ | -------------- | --- |
| Friedrich-Ebert-Platz 1 Ehemals Stöbnitzer Mitte (Karte) | Schule      |              | 094 20363          | Baudenkmal     | [[Vorlage:Bilderwunsch/code!/C:51.316724,11.809241!/D:Friedrich-Ebert-Platz 1 Ehemals Stöbnitzer Mitte,!/\|BW]] |
| Kirchplatz (Karte)                                       | Kirche      |              | 094 20360          | Baudenkmal     | Weitere Bilder                                                                                                  |
| Kirchplatz 4                                             | Bauernhaus  |              | 094 20366          | Baudenkmal     | |
| Kirchplatz 6 (Karte)                                     | Bauernhof   |              | 094 20362          | Baudenkmal     | BW |
| Kirchplatz 1, 1a, 2–4 Stöbnitzer Mitte 6, 7 (Karte)      | Platz       |              | 094 20361          | Denkmalbereich | [[Vorlage:Bilderwunsch/code!/C:51.316687,11.807365!/D:Kirchplatz 1, 1a, 2–4 Stöbnitzer Mitte 6, 7,!/\|BW]]      |
| Lauchstädter Straße 40 bis 46 (Karte)                    | Siedlung    |              | 094 20365          | Denkmalbereich | BW |
| Stöbnitzer Mitte 7, 9, 9a (Karte)                        | Vorwerk     |              | 094 20364          | Baudenkmal     | BW |

## Ehemalige Kulturdenkmale nach Ortsteilen
Die nachfolgenden Objekte waren ursprünglich ebenfalls denkmalgeschützt oder wurden in der Literatur als Kulturdenkmale geführt. Die Denkmale bestehen heute jedoch nicht mehr, ihre Unterschutzstellung wurde aufgehoben oder sie werden nicht mehr als Denkmale betrachtet. Mitunter sind Einzelobjekte aber noch immer Bestandteil eines geschützten Denkmalbereichs.

### Gröst
| Lage                   | Bezeichnung | Beschreibung                                                                                                | Erfassungs- nummer | Ausweisungsart | Bild |
| ---------------------- | ----------- | --- | ------------------ | -------------- | ---- |
| Hauptstraße (Karte)    | Brücke      | Brücke 2022, nach dem die Brücke nicht mehr vorhanden war, wurde sie aus dem Denkmalverzeichnis gestrichen. | 094 20426          | Baudenkmal     | BW   |
| Straße der MTS (Karte) | Brücke      | Brücke 2022, nach dem die Brücke nicht mehr vorhanden war, wurde sie aus dem Denkmalverzeichnis gestrichen. | 094 20432          | Baudenkmal     | BW   |

### Möckerling
| Lage    | Bezeichnung | Beschreibung | Erfassungs- nummer | Ausweisungsart | Bild |
| ------- | ----------- | --- | ------------------ | -------------- | ---- |
| (Karte) | Dorfkirche  | Saalkirche, im 18. Jahrhundert erneuert, bei Luftangriff im Zweiten Weltkrieg im Jahr 1944 schwer beschädigt, im Zuge des Braunkohletagebaus später abgerissen. |                    |                | BW   |

### Mücheln (Geiseltal)
| Lage                                                               | Bezeichnung            | Beschreibung                                                                                                | Erfassungs- nummer | Ausweisungsart | Bild |
| ------------------------------------------------------------------ | ---------------------- | --- | ------------------ | -------------- | ---- |
| Ernst-Thälmann-Straße                                              | Transformatorenstation | Transformatorenstation 2022 nach Abriss aus dem Denkmalverzeichnis gestrichen.                              | 094 20345          | Baudenkmal     |      |
| Karl-Liebknecht-Platz 6 (Karte)                                    | Villa                  | Wohnhaus 2022 nach Verlust der Denkmaleigenschaft durch Baumaßnahmen aus dem Denkmalverzeichnis gestrichen. | 094 77088          | Baudenkmal     | BW   |
| Merseburger Straße vor dem Haus Nr. 97, Merseburger Str. 49 Schule | Hydrant                | | 094 20343          |                |      |
| Merseburger Straße 97 Straßengabelung                              | Villa                  | | 094 20342          |                |      |
| Mühlstraße 1 (Karte)                                               | Wohnhaus               | Wohnhaus 2022 nach Abriss aus dem Denkmalverzeichnis gestrichen.                                            | 094 20338          | Baudenkmal     | BW   |
| Unter dem Gerade 8 (Karte)                                         | Wohnhaus               | Wohnhaus | 094 20896          |                | BW   |

### Zöbigker
| Lage    | Bezeichnung | Beschreibung | Erfassungs- nummer | Ausweisungsart | Bild |
| ------- | ----------- | --- | ------------------ | -------------- | ---- |
| (Karte) | Dorfkirche  | Romanische Saalkirche, im 18. Jahrhundert umgebaut, bei Luftangriff im Zweiten Weltkrieg im Jahr 1944 schwer beschädigt, im Zuge des Braunkohletagebaus später abgerissen. |                    |                | BW   |

## Legende
In den Spalten befinden sich folgende Informationen:
- Lage: Nennt den Straßennamen und wenn vorhanden die Hausnummer des Kulturdenkmals. Die Grundsortierung der Liste erfolgt nach dieser Adresse. Der Link „Karte“ führt zu verschiedenen Kartendarstellungen und nennt die geographischen Koordinaten.
Link zu einem Kartenansichtstool, um Koordinaten zu setzen. In der Kartenansicht sind Baudenkmale ohne Koordinaten mit einem roten bzw. orangen Marker dargestellt und können in der Karte gesetzt werden. Baudenkmale ohne Bild sind mit einem blauen bzw. roten Marker gekennzeichnet, Baudenkmale mit Bild mit einem grünen bzw. orangen Marker.
- Offizielle Bezeichnung: Nennt den Namen, die Bezeichnung oder zumindest die Art des Kulturdenkmals und verlinkt, soweit vorhanden, auf den Artikel zum Objekt.
- Beschreibung: Nennt bauliche und geschichtliche Einzelheiten des Kulturdenkmals, vorzugsweise die Denkmaleigenschaften.
- Erfassungsnummer: Für jedes Kulturdenkmal wird in Sachsen-Anhalt eine 20stellige Erfassungsnummer vergeben. Die letzten zwölf Ziffern werden für die Untergliederung nach Teilobjekten genutzt und werden nur angegeben, soweit vergeben. In dieser Spalte kann sich folgendes Icon  befinden, dies führt zu Angaben zu diesem Baudenkmal bei Wikidata.
- Ausweisungsart: Die Einordnung des Denkmales nach § 2 Abs. 2 DenkmSchG LSA
- Bild: Ein Bild des Denkmales, und gegebenenfalls einen Link zu weiteren Fotos des Kulturdenkmals im Medienarchiv Wikimedia Commons. Wenn man auf das Kamerasymbol klickt, können Fotos zu Kulturdenkmalen aus dieser Liste hochgeladen werden: